# Knivskjellodden
Knivskjellodden o Knivskjelodden és un cap situat a l'illa de Magerøy, al municipi de Nordkapp, Noruega. Amb coordenades 71° 11′ 8″ N, 25° 40′ 54″ E / 71.18556°N,25.68167°E, és el punt més septentrional d'Europa.
Malgrat que el cap Nord és localitzat en realitat 1.500 metres més al sud que Knivskjellodden, és popularment el més conegut perquè és més espectacular, en tant que és un penya-segat.